# Mobilidade elétrica
Mobilidade elétrica é a capacidade de partículas carregadas (tais como elétrons, prótons ou íons) se movimentarem através de um meio, em resposta a um campo elétrico que as está puxando. No caso dos íons, trata-se  de mobilidade iônica, enquanto no caso dos elétrons, trata-se de mobilidade eletrônica.
A separação de íons de acordo com sua mobilidade em fase gasosa é chamada espectrometria de mobilidade iônica; em fase líquida é chamada eletroforese.

## Teoria
Quando uma partícula carregada em um gás ou líquido sofre  a ação de um campo elétrico uniforme, ela será acelerada até que alcance uma velocidade de deriva constante de acordo com a fórmula: 
{\displaystyle \,v_{d}=\mu E}
onde:
- {\displaystyle \,v_{d}} é a velocidade de deriva (m/s)
- {\displaystyle \,E} é a magnitude do campo elétrico aplicado (V/m)
- {\displaystyle \,\mu } é a mobilidade (m2/(V.s))

Em outras palavras, a mobilidade elétrica de uma partícula é definida como a razão entre a velocidade de deriva e a magnitude do campo elétrico:
{\displaystyle \,\mu ={\frac {v_{d}}{E}}}
A mobilidade elétrica é proporcional à carga elétrica de uma partícula. Esta é a base para a demonstração de Robert Millikan de que cargas elétricas ocorrem em unidades discretas, cuja magnitude é a carga de um elétron.
A mobilidade elétrica das  partículas esféricas, cujo  diâmetro é maior do que o caminho livre médio das moléculas do solvente em que estão imersas, é inversamente proporcional ao diâmetro dessas partículas. Já a mobilidade elétrica das partículas que têm diâmetro menor do que o caminho livre médio das moléculas do solvente é  inversamente proporcional ao  quadrado do seu diâmetro.